# Ljabru

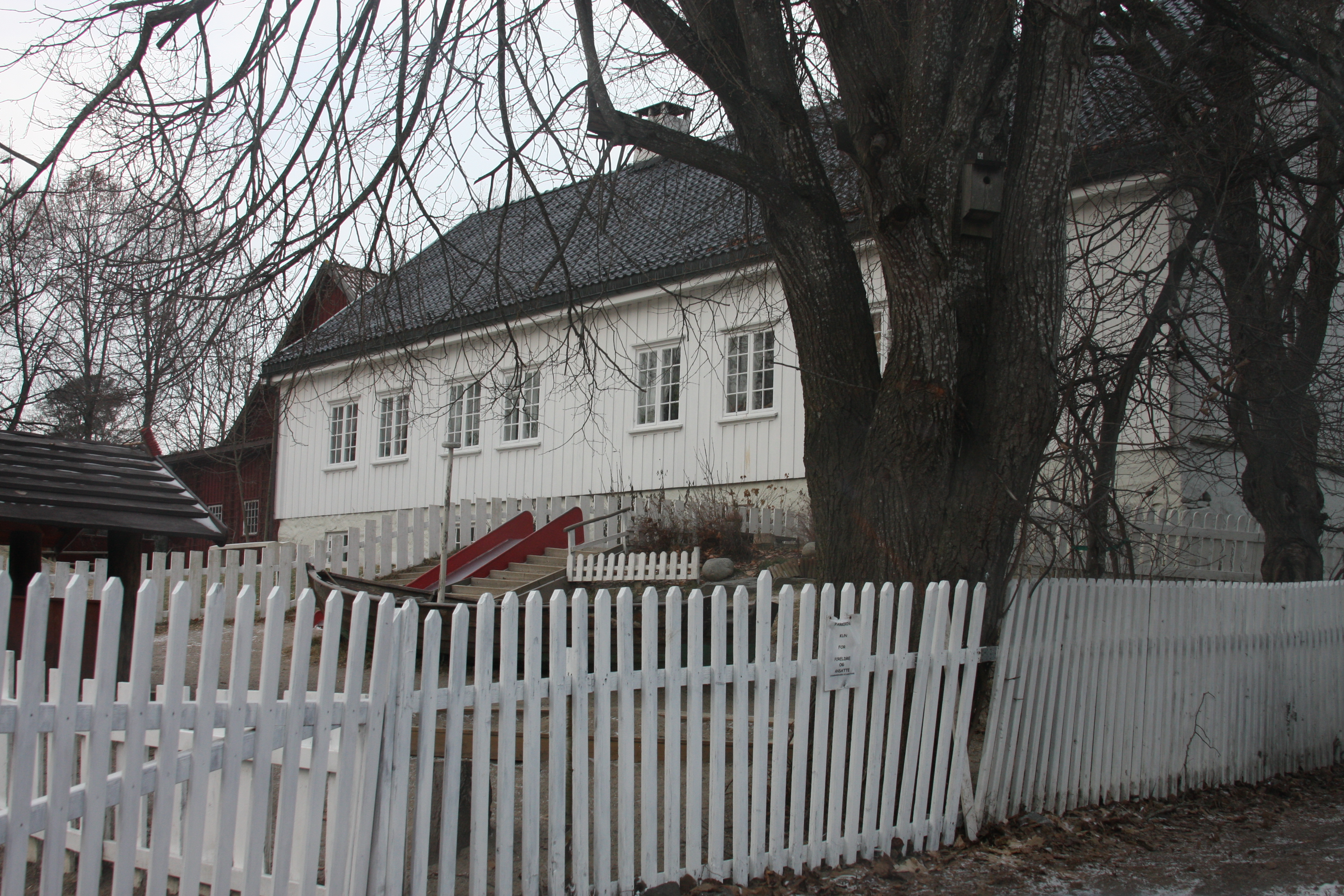
Ljabru hovedgård

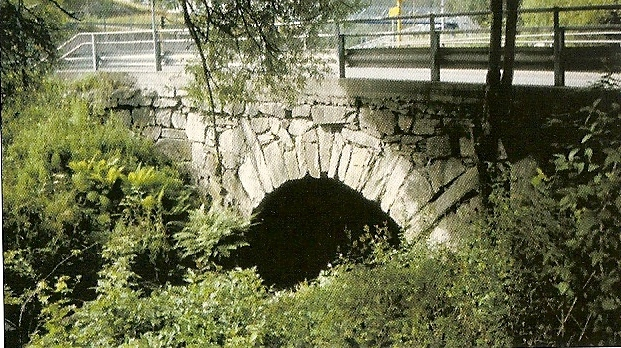
Brücke über die Ljanselva bei Ljabru

Ljabru ist ein Teil des Stadtteils Nordstrand der norwegischen Hauptstadt Oslo. Die Gegend liegt südlich des Stadtzentrums.

## Geschichte
Auf dem Gebiet des heutigen Ljabru entstand in den 1630er-Jahren der Hof Ljabru gård durch die Abtrennung vom Ljan gård. In Ljabru lassen sich Villen aus dem Beginn des 20. Jahrhunderts vorfinden. Im Jahr 1941 wurde die Ekebergbahn bis Ljabru verlängert, wo nun deren Endhaltestelle liegt.

## Name
Im Jahr 1311 wurde der Ort als Liarnabru erwähnt. Ljabru bedeutet Brücke über Ljorn, was der alte Name für die Ljanselva ist.